# Ignazio Michele IV Daher
Ignazio Michele IV, nato Michel Daher (o Zahir) (Aleppo, 27 aprile 1761 – Aleppo, 22 gennaio 1822), è stato il quarto patriarca della Chiesa sira.

## Biografia
Michel Daher nacque ad Aleppo il 27 aprile 1761 e fu battezzato il 13 maggio successivo; ricevette l'ordinazione sacerdotale il 3 luglio 1788.
Cinque giorni dopo la morte di Ignazio Michele III Jarweh, fu eletto nuovo patriarca della Chiesa cattolica sira Mar Cyril Bennam, arcieparca di Mosul, assente durante l'elezione, il quale tuttavia rinunciò all'incarico. Questo determinò un problema di successione, che fu risolto il 4 maggio 1802 con la scelta del sacerdote aleppino Michel Daher, che successivamente fu consacrato vescovo. La conferma papale con il pallio arrivò il 20 dicembre 1802.
Legato alla sua città natale, vi mantenne la sede patriarcale, benché Roma gli chiedesse espressamente di spostare la sede nel monastero di Charfet in Libano. Fu accusato di appropriazione indebita di beni del patriarcato, e nel 1808 subì una reprimenda della Santa Sede per il suo dispotismo.
Il 7 settembre 1810 dette le dimissioni, che furono accettate da Roma solo nel 1812, e fu nominato arcieparca di Aleppo, dove morì nel 1816.